# El Khemis
El Khemis (în arabă الخميس) este o comună din provincia Djelfa, Algeria.
Populația comunei este de 5.405 locuitori (2008).